# Secuencia didáctica
La secuencia didáctica es el resultado de establecer una serie de actividades de aprendizaje que tenga un orden interno entre sí, con ello se parte de la intención docente de recuperar aquellas nociones previas que tienen los estudiantes sobre un hecho, vincularlo a situaciones problemáticas y de contextos reales con el fin de que la información a la que va a acceder el estudiante en el desarrollo de la secuencia sea significativa, esto es tenga sentido y pueda abrir un proceso de aprendizaje, la secuencia demanda que el estudiante realice cosas, no ejercicios rutinarios o monótonos, sino acciones que vinculen sus conocimientos y experiencias previas, con algún interrogante que provenga de lo real y con información sobre un objeto de conocimiento.
Comprende las sucesivas actividades que tienen como fin enseñar un contenido educativo. Tiene características de linealidad, dividiendo el tiempo de la clase sus tres fases clásicas: Inicio, Desarrollo, Cierre y que hagas la tarea a tiempo. Todo inicio debe intentar vincularse con los conocimientos previos y todo cierre debe, además, introducir al próximo inicio, logrando el encadenado de los aprendizajes.

## Características
Dependiendo del paradigma en que se marque posición, constituye la representación que la secuencia didáctica alberga. Esta se caracteriza por ser una continuidad no aditiva, sino interrelacionada, estructurada progresivamente de manera tal que una actividad complementa y amplía la actividad anterior y por la evaluación se proyecta a la siguiente, siempre orientada a la competencia a lograr.  En un paradigma normativo sería una secuencia lineal donde el conocimiento se particiona, gradúa y acumula. En el paradigma crítico la representación sería un espiral donde el conocimiento avanza en extensión y profundidad, superando en cada vuelta el conocimiento anterior y permitiendo combinar redes conceptuales cada vez más ricas, bien conectadas, bien estructuradas y más funcionales. Pero, en ambos casos, se trata de linealidad (recta o parabólica) y mantienen la simplificación a los tres momentos y está orientada a la enseñanza y no al aprendizaje. En contraposición se encuentra el ciclo del aprendizaje.

## Las secuencias didácticas y la planeación didáctica
Las secuencias didácticas se refieren al orden específico que se le da a los componentes de un ciclo de enseñanza-aprendizaje, a fin de generar los procesos cognitivos más favorables para lograr los objetivos de aprendizaje o competencias. Por ello son un aspecto básico a considerar en las planeaciones específicas de los programas educativos o formativos.
En toda planeación didáctica, ya sea de curso, unidad o tema, es fundamental definir una secuencia didáctica (SD), pues constituye el camino para alcanzar los aprendizajes esperados. Los componentes protagónicos en las SD son las actividades de transferencia de conocimientos, debido a que se supone que si el estudiante sigue el camino lógico planteado por los docentes, comprenderá y aprenderá.
Las SD tienen el propósito de evitar la improvisación constante y la dispersión de los esfuerzos de los actores educativos; por ejemplo, en ocasiones se llevan a cabo acciones relacionadas con la temática, pero lejanas al cumplimiento de los objetivos, lo cual implica desviación de la meta y de los resultados deseados.
Como parte de la planeación de la enseñanza y el aprendizaje, es importante cuestionarse respecto de la secuencia más apropiada para generar los aprendizajes que se persiguen; no hay una SD universal, la validez de las secuencias depende de la naturaleza de los contenidos, los objetivos planteados y los contextos donde se implementarán. 
Algunos de los aspectos se pueden considerar son:
- Ir de lo simple a lo complejo.
- Partir de la experiencia personal hacia la conceptualización.
- Incluir actividades de reflexión conceptual con base en la experiencia previa del alumno para alcanzar niveles más abstractos.
- Plantear la solución de problemas a partir del contexto del alumno para transferir a situaciones en contextos más amplios.
- Ir de lo particular a lo general (o viceversa, en caso de que sea pertinente).

El conjunto de las secuencias didácticas de un determinado espacio curricular conforma la Planificación Didáctica.

## Estructura
En toda SD es indispensable generar estructuras completas de enseñanza y, como supuesta consecuencia, de aprendizaje, así, la estructura de estas secuencias contempla las fases: inicio, desarrollo y cierre, por lo cual se deben proponer actividades para cada uno de dichos momentos, sin olvidar que todas estarán relacionadas y, en su conjunto, constituirán el camino para llegar al objetivo.

### Principios y saberes generales previos a la planificación didáctica
Según Ruth Harf es conveniente no olvidar que:
1. . La planificación es un proceso mental que explicita mediante una diagramación o diseño, un proyecto o propuesta, pero no es la actividad misma de la enseñanza, es sólo una previsión del docente;
2. . La planificación didáctica es un tipo especial de planificación, que se refiere a actividades pedagógico-didácticas, lo cual determina cuáles serán sus componentes.
3. . Los componentes, sus definiciones y las relaciones que se establezcan entre ellos, estarán influidos por el modelo didáctico, que explícito o implícito, subyace.
4. . Las planificaciones tienen un autor: el docente que las escribe, pero también son un producto institucional, ya que hacen referencia a un quehacer educativo que compromete a la institución en su totalidad.
5. . La planificación es una herramienta de trabajo compartida entre los colegas y directivos : la elaboración, el asesoramiento, su seguimiento se realizan sobre ella como partitura inicial.
6. . La planificación como instrumento comunicativo entre los actores institucionales.
7. . La planificación es dispositivo inconcluso, abierto a la incertidumbre.

### Inicio
El inicio se refiere a la apertura del aprendizaje; es una fase preparatoria en la que se precisa el objetivo y se detectan las necesidades cognitivas.
Las actividades iniciales deberán diseñarse con miras al objetivo: indagando las experiencias previas de los alumnos, considerando sus antecedentes de formación, generando bases conceptuales o empíricas que den paso a la profundización de contenidos, etcétera. De esta manera, algunos ejemplos son: las actividades diagnósticas, las preguntas de reflexión para activación de conocimientos y la presentación de problemáticas solicitando un acercamiento o solución inicial.

### Desarrollo
Corresponde al momento en que se construye el conocimiento, para lo cual se debe ligar esta fase a la anterior; ya sea que se relacione el contenido con los conocimientos previos, se identifiquen los puntos más importantes del contenido o se establezcan otro tipo de relaciones que fomenten el estudio del tema de manera no arbitraria.
Las actividades en esta fase deben reflejar la amplitud y profundidad con la que se tratarán los contenidos, tomando en cuenta que gradualmente aumentará su dificultad. Algunas posibilidades son: cuadros comparativos, ensayos, reportes de películas, informes técnico-analíticos, debates, juegos de roles, encuestas, mapas mentales, productos elaborados en equipo, proyectos, etcétera.

### Cierre
Es el momento en el cual se concluye el proceso, se presentan los resultados y se realizan las evaluaciones. Esta fase es importante para consolidar los aprendizajes, dimensionar lo alcanzado, reflexionar sobre lo aprendido e integrar aprendizaje; por lo tanto, las preguntas guía serán:
- ¿Qué aprendimos?
- ¿Hacia dónde seguimos?
- ¿Logramos el objetivo?
- ¿Qué es necesario modificar?

Algunas alternativas para cerrar el ciclo de aprendizaje son: síntesis, conclusión de proyectos, resolución de casos, solución del caso planteado al inicio, informe final, listado de evidencias de desempeño, mapas mentales, mapas conceptuales, etcétera.